# Friedenskirche (Dresden-Löbtau)

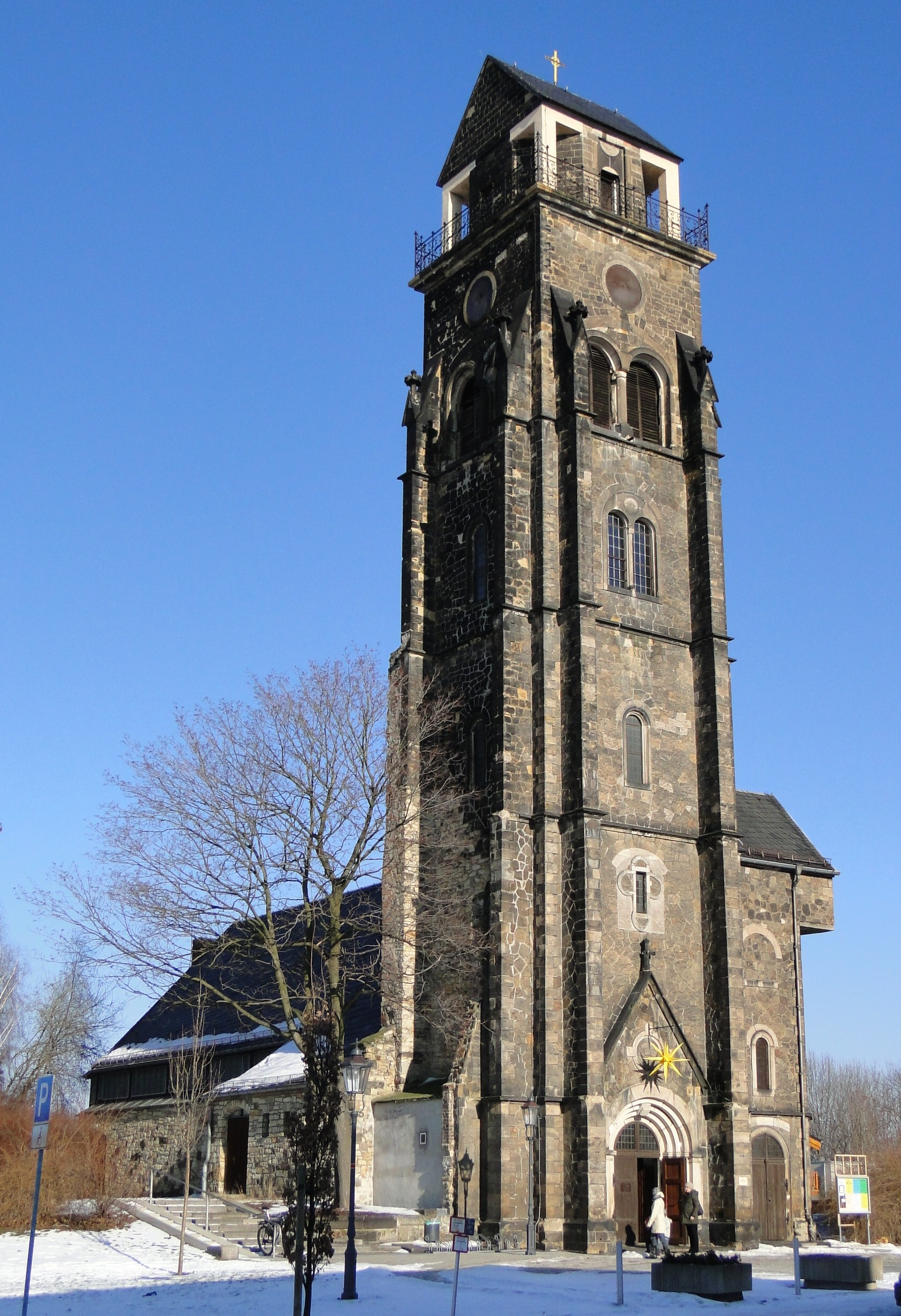
Die Friedenskirche in Dresden-Löbtau

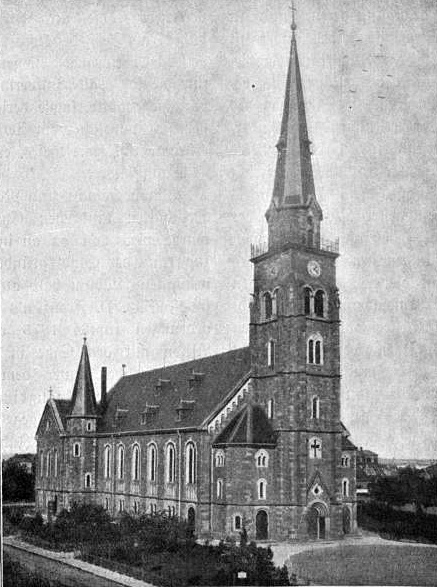
Ansicht um 1900

Die evangelisch-lutherische Friedenskirche ist ein denkmalgeschützter Sakralbau im Dresdner Stadtteil Löbtau. Die unter Einbeziehung von Resten des 1945 weitgehend zerstörten Vorgängerbaus errichtete Kirche zählt heute zu den 41 erhaltenen Notkirchen des Architekten Otto Bartning im deutschen Raum. Gemeinsam mit der Hoffnungskirche gehört die Friedenskirche seit 1999 zur Evangelisch-Lutherischen Kirchgemeinde Frieden und Hoffnung.

## Geschichte

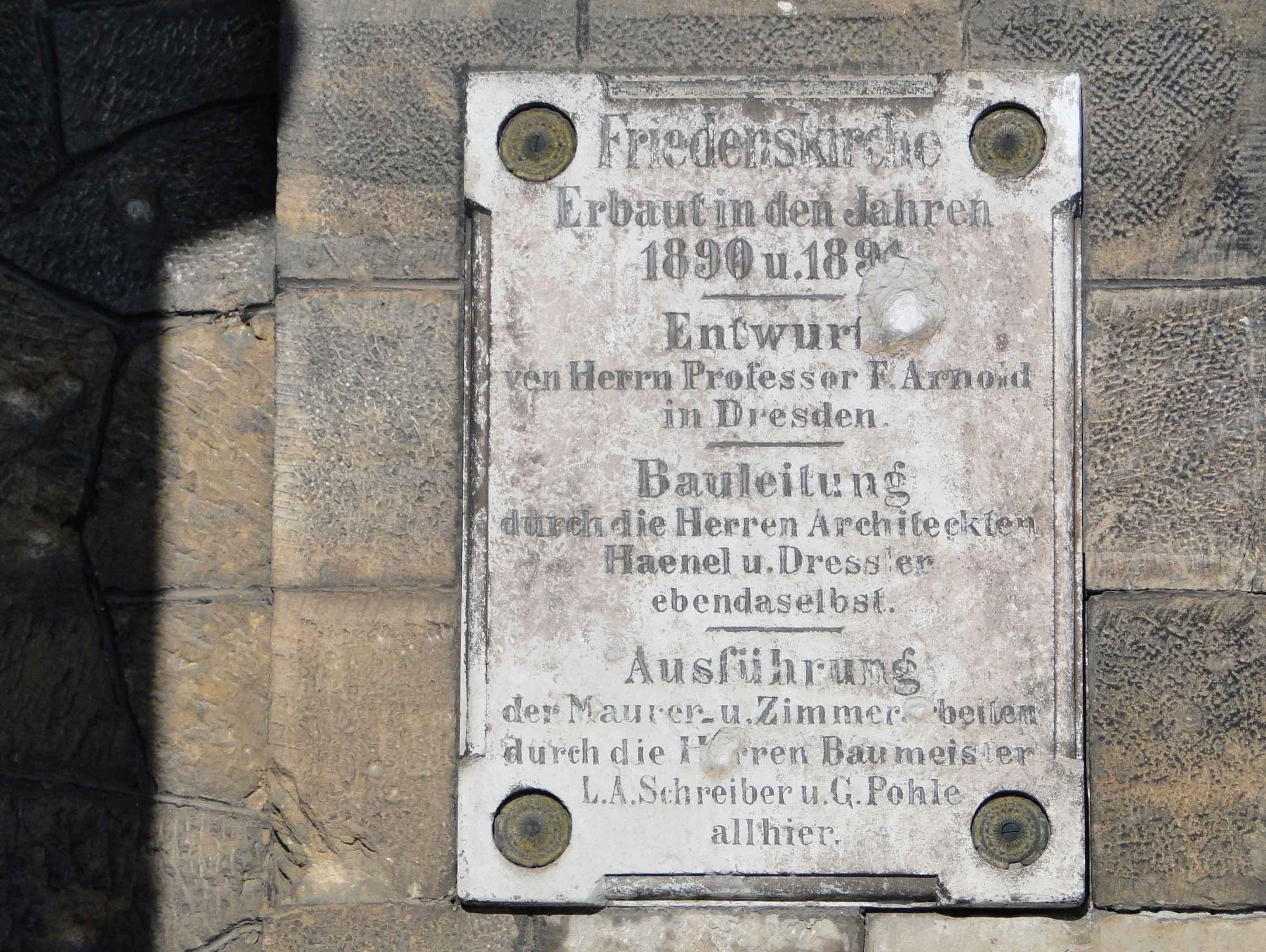
Erinnerungstafel an der Kirche

Löbtau war seit 1875 gemeinsam mit Naußlitz zur Kreuzkirche eingepfarrt, nördliche Teile Löbtaus gehörten zur Gemeinde der Briesnitzer Kirche. Aufgrund des starken Bevölkerungswachstums unter anderem durch den Zuzug von Arbeiterfamilien fand am 5. September 1875 erstmals ein Gottesdienst in Löbtau statt. Bis 1879 wurde die Löbtauer Schulturnhalle um eine Etage erhöht und diese als Betsaal eingerichtet. Das Provisorium wurde erst rund zehn Jahre später durch einen Kirchenbau ersetzt.
Am 14. Oktober 1889 begann mit der Altarsteinlegung der Bau der von Christian Friedrich Arnold entworfenen Friedenskirche. Arnold verstarb 1890 und erlebte die Kirchweihe auf den Namen „Friedenskirche“ am 6. Oktober 1891 daher nicht mehr. Im Jahr 1891 wurde Löbtau aus der Kreuzkirchgemeinde ausgepfarrt und somit selbständig. Nach dem weiteren Anwachsen der Bevölkerung Löbtaus, das 1903 nach Dresden eingemeindet worden war, teilte sich die Löbtauer Gemeinde 1915 in die Friedens- und Hoffnungsgemeinde, letztere umfasste den südlichen Teil der Vorstadt. Im Jahr 1999 wurden beide Gemeinden zur Kirchgemeinde Frieden und Hoffnung vereinigt.
Wie zahlreiche Sakralbauten Dresdens wurde auch die Löbtauer Friedenskirche während der Luftangriffe auf Dresden getroffen. Bereits am 16. Januar 1945 wurde sie schwer beschädigt und brannte am 14. Februar schließlich völlig aus. Nach dem teilweisen Abbruch der Ruine wurde in den zum Teil erhaltenen Umfassungsmauern nach Plänen von Otto Bartning eine hölzerne Notkirche errichtet. Das Dachholz kam aus dem Schwarzwald. Landesbischof Hugo Hahn weihte sie am 18. Dezember 1949 als eine von damals 43 Notkirchen. Finanziert wurde sie durch den Weltkirchenbund und in- und ausländische Spenden.

## Baubeschreibung

### Äußeres

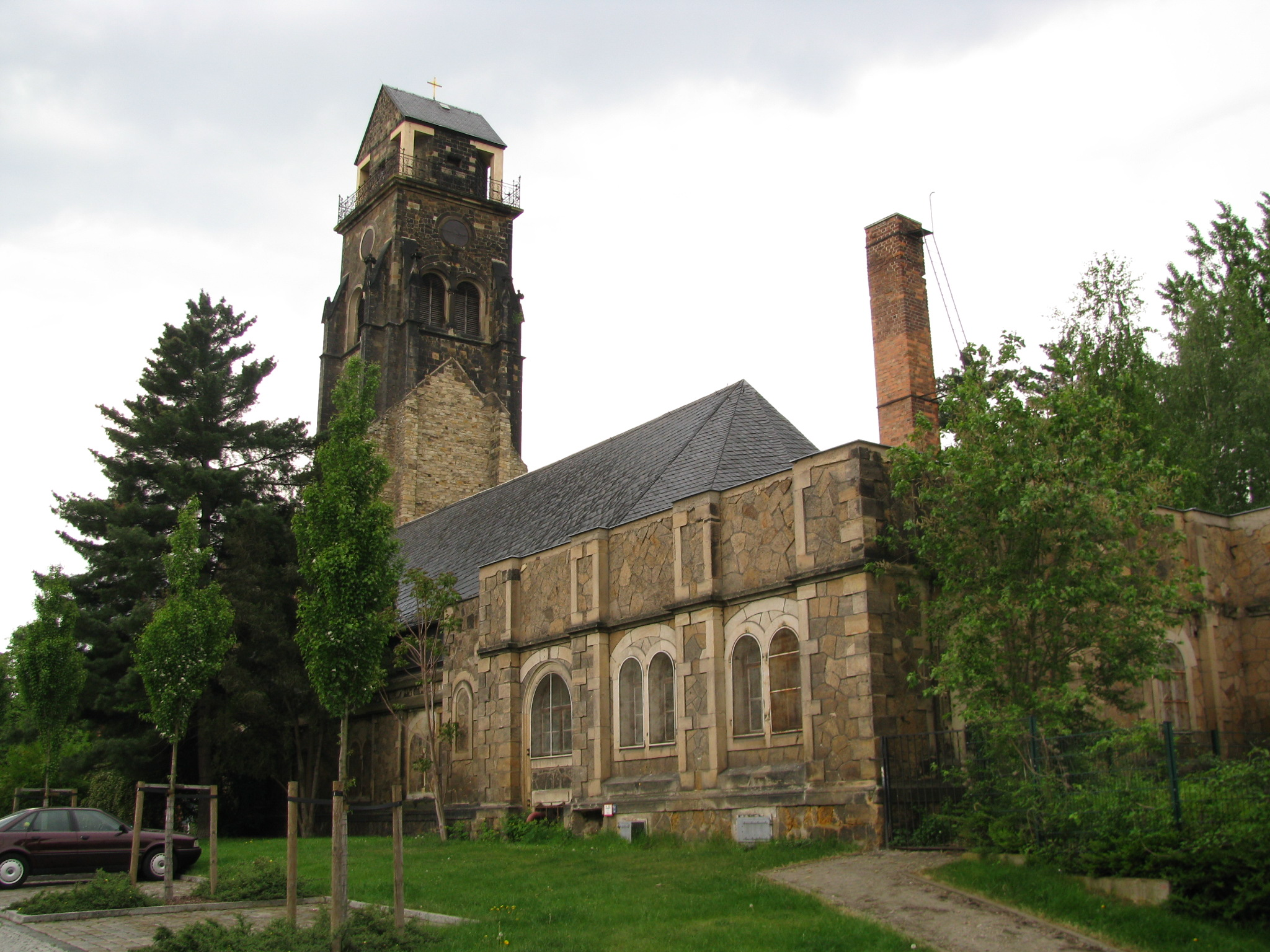
In die Kirchenmauern eingebaute Notkirche von Norden gesehen

Die Friedenskirche wurde als lange, einschiffige Anlage im neogotischen Stil mit neoromanischen Details erbaut. Sie war 54 Meter lang und im Hauptschiff 13,5 Meter hoch. Der Kirchturm hatte eine Höhe von 62 Metern.
Nach 1945 war der Kirchturm ohne die Spitze weitgehend erhalten und auch die untere östliche Umfassungsmauer der Friedenskirche blieb nach dem Abriss der Ruine bestehen. Nach Plänen von Otto Bartning entstand innerhalb der Mauern eine „typisierte hölzerne Notkirche“ mit einer flachen Fensterreihe. Dafür wurde eine in Serie gefertigte Dachkonstruktion aus Holz vormontiert geliefert und die Steinwände schließlich mit Abbruchsteinen der zerstörten Kirche errichtet. Die in der östlichen Umfassungsmauer erhalten gebliebenen Fensternischen wurden geschlossen.

### Inneres
Ein Zugang zur Kirche erfolgt durch das Hauptportal im Süden. Über einen kleinen Vorraum und Treppen gelangt man in das Kirchenschiff. Es dominiert die Notkirchenkonstruktion aus dunklem Holz. Die holzsichtigen Wandpfeilerpaare bilden das Holzbinder-Tragwerk, das sich nach oben verbreitert und in das Dachgebälke übergeht, das sich zum First hin wieder verjüngt.
Die mit Abbruchsteinen erbauten Seitenwände sind, da unverputzt und unverkleidet, auch im Inneren sichtbar. Die Südseite des Kirchenschiffs wird von der Orgelempore eingenommen. Im Norden liegt um drei Stufen erhöht der Altarraum, davor befindet sich der Taufstein aus Eichenholz. Er ist wie das hölzerne Lesepult im Stil der Neorenaissance geschnitzt. Taufstein und Lesepult zählen zu den wenigen Gegenständen, die 1945 aus der zerstörten Friedenskirche gerettet werden konnten. Das Kirchengestühl ist leicht schräg auf den Altarbereich hin ausgerichtet und lässt einen Mittelgang frei.
Die Friedenskirche hatte vor ihrer Zerstörung 1000 Sitzplätze. Heute bietet sie 450 Gläubigen Platz.

## Altar

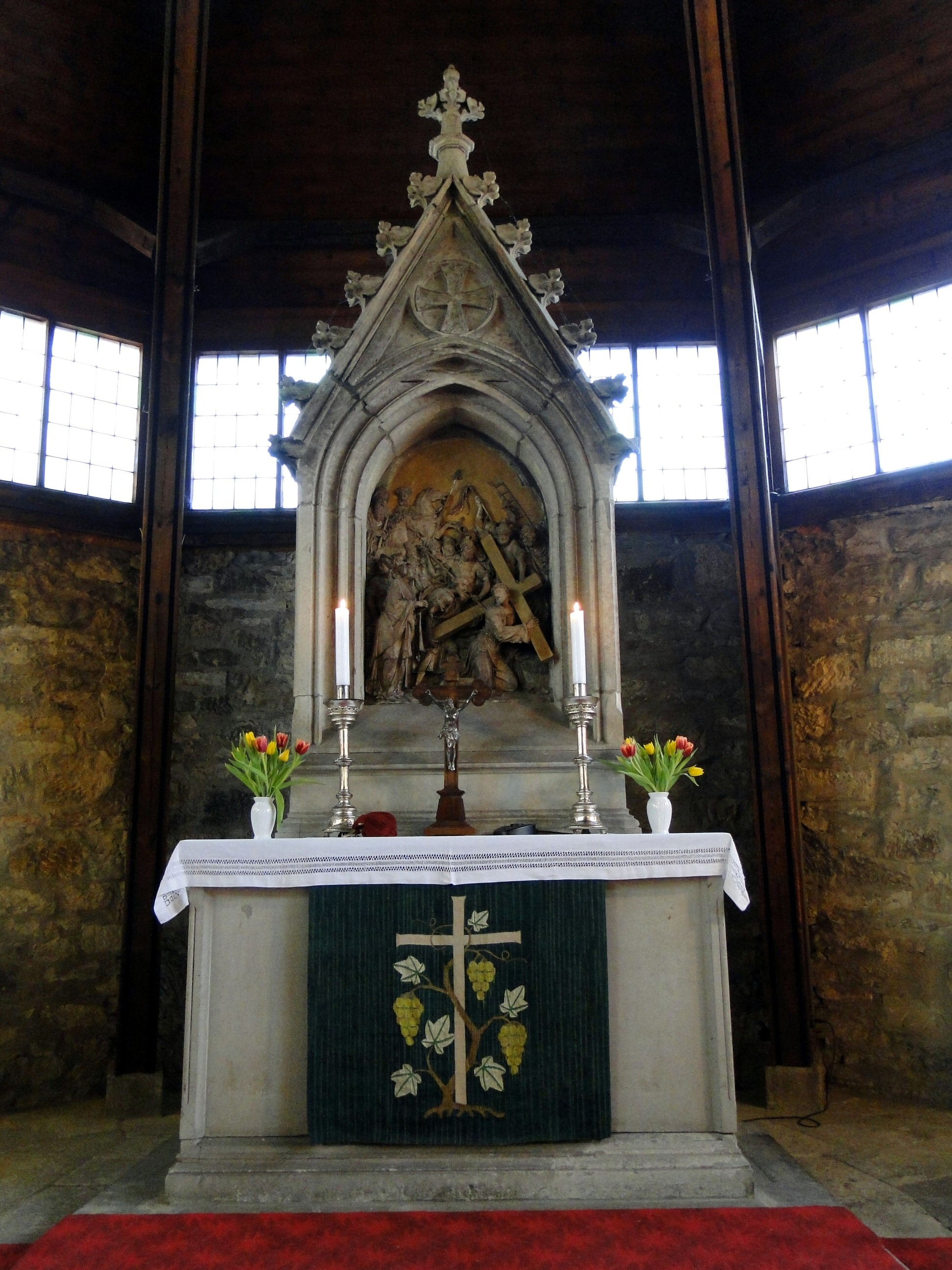
Altar der Friedenskirche

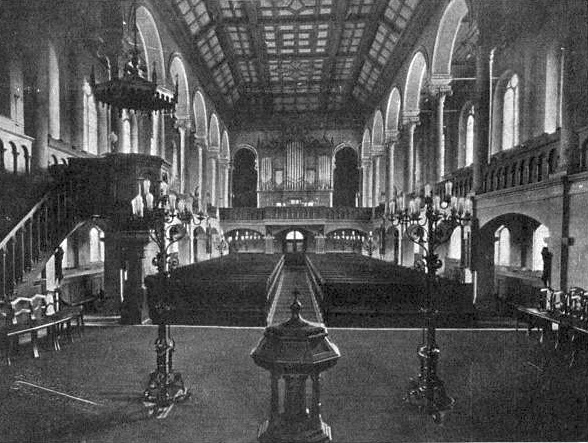
Innenansicht vom Altarplatz

Die Friedenskirche hatte bis zu ihrer Zerstörung einen dreiteiligen Altar, der zentral ein Gemälde des Gekreuzigten aufwies. Es wurde wie die Seitengemälde des Altarbildes von dem Historienmaler Arthur Troebs (geb. 20. Februar 1857 in Geithain, gest. 27. September 1894 in Dresden) geschaffen. Beide Seitengemälde blieben 1945 erhalten und wurden erst 1989 bei einem Einbruch in die Kirche gestohlen.
Der heutige Altar der Friedenskirche ist der frühere Sakristeialtar der Dresdner Sophienkirche. Er wurde im Zuge des Umbaus der Sophienkirche 1868 im neogotischen Stil geschaffen und in der Nordsakristei aufgestellt. Da er vor der Zerstörung des Gotteshauses ausgelagert wurde, zählt er heute zu den wenigen erhaltenen Gegenständen der Sophienkirche. Nach 1945 wurde er in der Friedenskirche aufgestellt. 
Der aus Sandstein geschaffene Altar geht vermutlich auf Planungen von Christian Friedrich Arnold zurück. Der Wimperg schließt mit einer Kreuzblume ab. Seitlich zeigen sich Krabben und in der Bekrönung eine Maßwerkrose. Der Altar hatte ursprünglich zwei Reliefs. Im unteren Teil befand sich ein Relief der Grablegung Christi, das vermutlich vom Epitaph des Markus Gerstenberger († 1613) aus der Sophienkirche stammt und Christoph Walther IV zugeschrieben wird. Es befindet sich heute in der Dresdner Kreuzkirche. 
Das zweite Relief, das noch heute in der Mitte des Altars angebracht ist, ist ein Alabasterrelief vom Epitaph der Gertrud Helffrich († 1629). Es wurde von Sebastian Walther geschaffen und bildete ursprünglich das Mittelrelief des umfangreichen Epitaphs. Es zeigt auf 82 Zentimetern Breite und 137 Zentimetern Höhe die Kreuztragung Christi. Christus mit dem Kreuz ist in die Knie gesunken und blickt flehend hinter sich, wo eine trauernde Frau steht. Cornelius Gurlitt vermutet in ihr ein „Bildniss der Frau, der das Denkmal gewidmet war.“ Rechts neben ihr ist Simon von Kyrene erkennbar, der Christus das Kreuz aufnehmen hilft. Im Hintergrund befinden sich hauptsächlich Krieger, die zum Teil beritten sind. Cornelius Gurlitt bezeichnete das Relief als „ausgezeichnete Arbeit von vornehmster und sorgfältigster Durchführung reichster Charakteristik der Gestalten. Bemerkenswerth ist die oft noch etwas ängstliche Behandlung des Gewandes in Faltennestern neben breiter Flächendurchführung.“
Auf dem Altar steht ein Kruzifix, das seit 1875 zur Gemeinde gehört und die Zerstörung der Kirche überstanden hat.

## Orgel

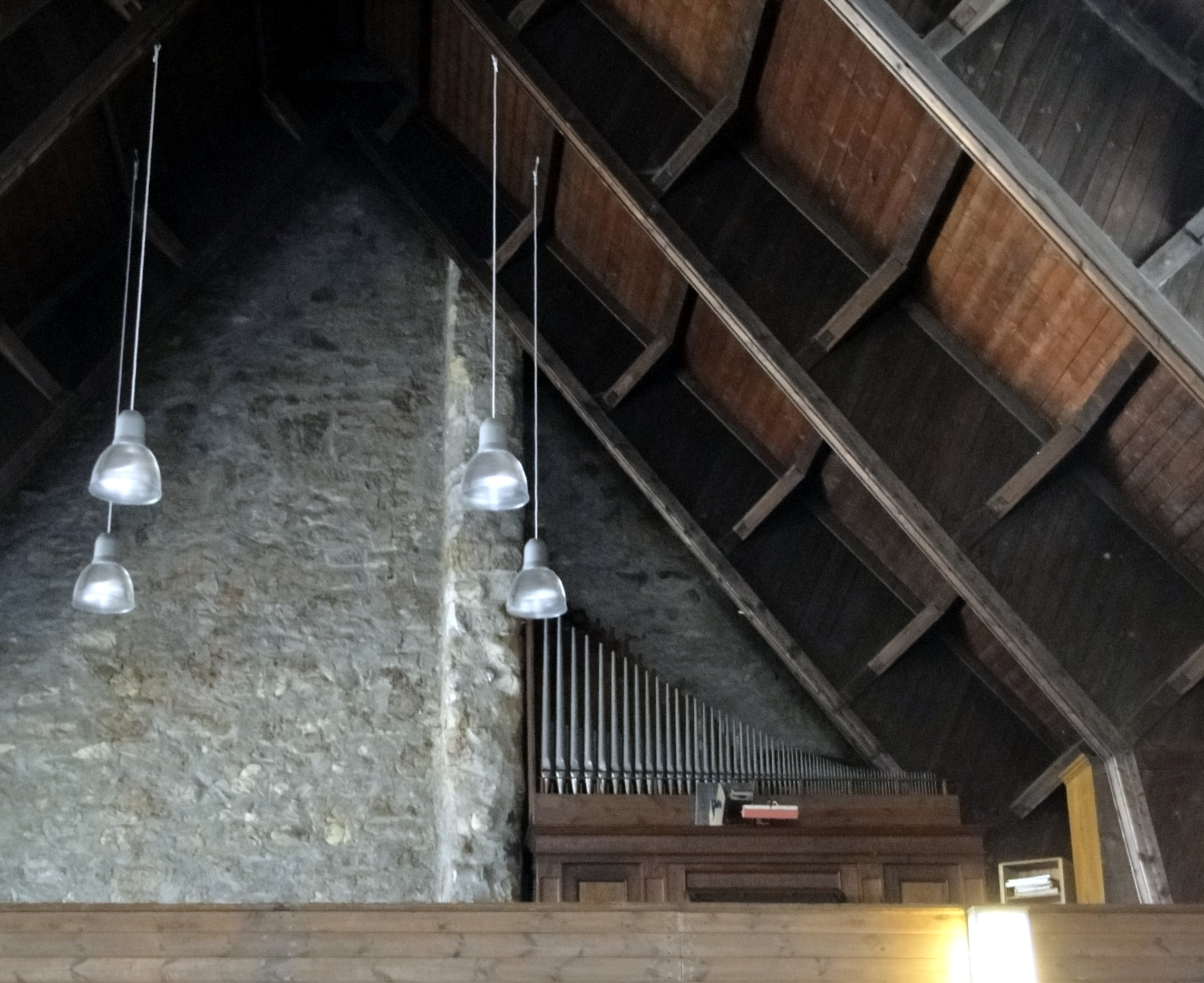
Orgelempore

In der Friedenskirche stand zunächst eine Jehmlich-Orgel mit 36 Registern aus dem Jahr 1892, die von den politischen Gemeinden Löbtau und Naußlitz gestiftet wurde. Sie wurde 1941 umgebaut und modernisiert und 1945 zerstört.
Nach der Weihe der Notkirche im Jahr 1949 erhielt die Friedenskirche zunächst für fünf Jahre von der Firma Jehmlich eine Orgel geliehen, die die Gemeinde schließlich im März 1955 endgültig übernahm. Sie diente zuvor als Übungsorgel im Lehrerseminar in Stollberg. Die neue Orgel der Friedenskirche wurde vermutlich von Richard Kreutzbach (1839–1903) im Jahr 1901 geschaffen und wurde durch die Gebrüder Jehmlich modernisiert. Sie hat acht Register mit Pedal auf pneumatischen Kegelladen.
Die Disposition der Orgel lautet heute wie folgt:
| I Manual C–f3 |       |
| Principal     | 8′    |
| Gemshorn      | 4′    |
| Oktave        | 2′    |
| Quinte        | 1 ⁄3′ |

| II Manual C–f3 |        |
| Gedackt        | 8′     |
| Rohrflöte      | 4′     |
| Zimbel         | 3-fach |
|                |        |

| Pedal C–e1 |     |
| Subbass    | 16′ |

Anmerkungen
1. 1 2 3 4 5  alt.
2. 1 2 3  neu

## Glocken

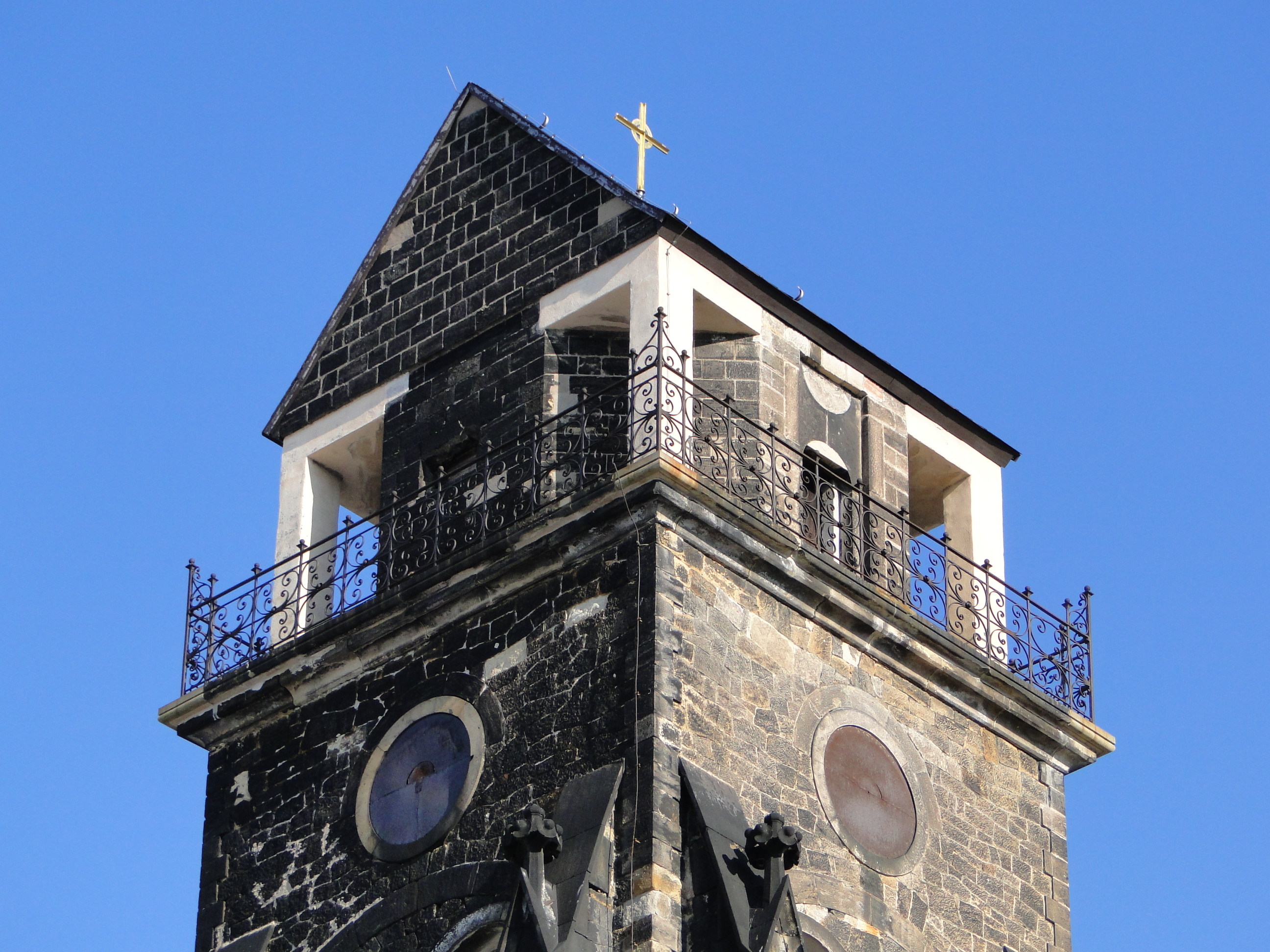
Glockenturmabschluss

Die Friedenskirche hatte ab 1891 drei Bronzeglocken von der Dresdner Kunst- und Glockengießerei C. Albert Bierling. Das Des-Dur-Geläut fiel 1917 der Reichsmetallspende zum Opfer. Nur ein Glockenstück mit der Aufschrift „Friede“ soll erhalten geblieben sein. Im Jahr 1920 erhielt die Kirche drei neue, in Bochum gegossene Stahlglocken, die auch die Zerstörung der Kirche überstanden. Sie tragen die gleichen Inschriften wie die 1917 zerstörten Glocken und befinden sich heute an dem 2005 erneuerten hölzernen Glockenstuhl.
| Name            | Schlagton | Jahr | Gewicht        | Durchmesser    | Inschrift                   |
| --------------- | --------- | ---- | -------------- | -------------- | --------------------------- |
| Große Glocke    | d′        | 1920 | 1350 Kilogramm | 149 Zentimeter | „Ehre sei Gott in der Höhe“ |
| Mittlere Glocke | fis′      | 1920 | 850 Kilogramm  | 126 Zentimeter | „Friede sei mit euch“       |
| Kleine Glocke   | a′        | 1920 | 460 Kilogramm  | 102 Zentimeter | „Haltet an im Gebet“        |